# Вірменський театр
Театр Вірменії — поряд із грецьким і римським, один з найдавніших театрів світу європейського типу.

## Стародавній вірменський театр
У 1 тис. до н. е., за часів рабовласницького строю, з культу пращурів, пов'язаного із возвеличенням подвигів героїв, із поховальними церемоніями, обрядами, присвяченими богу Гісане-Арі Прекрасному, який помирає та воскресає, виник вірменський трагедійний театр «дзайнарку-гусанів» та «вохбергаків». Із культом Гісане-Ари, зі святкуванням повернення весни й вакханаліями на честь богині родючості Анахіт також пов'язано стародавньовірменський комедійний театр, акторами якого були «катакергаки» й «катака-гусани». Вірменський професійний театр виник за вірменських елліністичних монархій з поганської містеріальної трагедії та народної комедії.
За свідченням грецького історика Плутарха 69 до н. е. цар Тигран II Великий (95—55 до н. е.) збудував у південній столиці Великої Вірменії Тигранакерті будівлю за типом елліністичних амфітеатрів Сирії, де ставились вистави.
Відомо також, що син Тиграна цар Артавазд II (56—34 до н. е.), автор трагедій, створив у північній столиці Вірменії Арташаті (який римляни йменували «Карфагеном Вірменії») театр елліністичного типу. Відповідно до відомостей історичних джерел там виступала трупа на чолі з трагіком Язоном, та, зокрема, 53 року до н. е. була розіграна трагедія Еврипіда «Вакханки».
Починаючи з I століття до н. е. численні історичні факти підтверджують безперервність існування різноманітного за жанрами та видами вірменського професійного театру. Наприклад в Армавірі — столиці стародавньої Вірменії, було виявлено написи грецькою мовою з уривками з трагедій грецьких авторів чи, можливо, вірменського царя Артавазда II.
У давньовірменському театрі набула розвитку пантоміма. З II століття відома вірменська «вардзак» (акторка-пантомімістка) Назеник. У II–III століттях «дзайнарку-гусани» та «вохбергу-гусани» — вірменські актори трагедії виконували грецькі та вірменські п'єси, а в середині IV століття вистави давались при дворі царя Аршака II.

## Вірменський середньовічний театрIV—XVстоліть

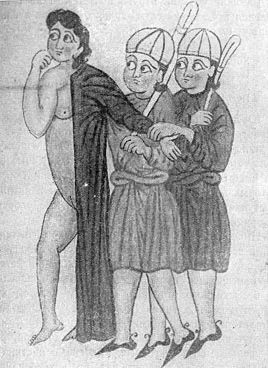
Актриса вірменського театру гусанів-мімосів

Починаючи з 301 року, після прийняття християнства як державної релігії, а також зміцнення феодального строю, відзначалась протидія церкви театральному мистецтву. Відомі, наприклад, проповіді та промови католикоса Івана Мандакуні (V століття), спрямовані проти театрального мистецтва.
Незважаючи на це, давались вистави античної драматургії (твори Менандра, Еврипіда), а також твори вірменських комедіографів, трагіків і мімографів. За типом античних амфітеатрів існували спеціальні театральні будівлі з окремими місцями для жінок, про що повідомляє Іван Мандакуні. Саме популярність театральних вистав спонукала духовенство запроваджувати театралізовані елементи до церковних обрядів. Так, наприклад, з літургійної драми виник християнський містеріальний театр, що вважається характерним породженням культури доби феодалізму.
Аналіз праць вірменських вчених-філософів VI–VII століть демонструє, що театр посідав значне місце у вірменському суспільному житті тих часів. Вже за доби пізнього середньовіччя відома поширеність театральних вистав у Васпураканському князівстві, в Анійському царстві й вірменській державі у Кілікії. Існує припущення, що на острові Ахтамар також виступали трупи акторів-гусанів та актрис-вардзак. На горельєфах стін Ахтамарського храму першої чверті X століття зображено маски вірменського театру у двох його різновидах — побутової комедії (спорідненої з драматургією Менандра) а також сатиричного майданного театру «гусанів-мімосів» та «цахрацу». У XII столітті утворився вірменський театр у королівстві Кілікії, який поступово став одним із центрів вірменської культури.
До того ж часу належать перші твори вірменської драматургії, що збереглись донині: драматична поема Ованнеса Ерзнкаці Плуза й містеріальна драма «Адамова книга» Аракела Сюнеці.

## Вірменський театрXV—XVIIIстоліть

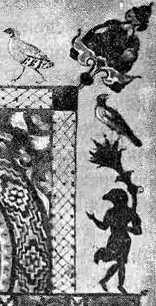
Вардзак у масці птаха. Фрагмент середньовічної мініатюри

Наприкінці XIV століття, після падіння Кілікійського царства, вірменський народ втратив свою незалежність. Іноземне ярмо позначилось і на мистецтві. У XV—XVIII століттях у Вірменії спостерігався процес поступового відмирання стародавнього театрального мистецтва. Новий вірменський театр виник вже у XVII—XVIII століттях. Французький мандрівник Жан Шарден повідомляє про постановку комедії на три дії, яку виконували вірменські гусани, та за якою він спостерігав 1664 року на міському майдані Єревана.
Новий вірменський театр розвивався серед вірменів-емігрантів. Відомі вірменські шкільні театри (церковні та світські), що існували з 1668 року в низці міст, де існували вірменські громади (Львів, Венеція, Відень, Константинополь, Мадрас, Калькутта, Тбілісі, Москва, Ростов-на-Дону). Ці театри, будучи класичними за напрямом, висловлювали ідеї, породжені національно-визвольним рухом. Дотепер збереглась трагедія «Мучеництво святої Ріпсіме» (пролог, епілог та інтермедії польською), яку було поставлено 1668 року у вірменській школі Львова.

## Вірменський театрXIX століття

### Східна Вірменія
Приєднання Східної Вірменії до Росії 1827 року відіграло ключову роль у розвитку театру нового часу, зокрема театрального мистецтва серед східного вірменства, діячі якого отримали можливість більш близько знайомитись із російською культурою. Примітно, що перша постановка твору Олександра Грибоєдова «Горе від розуму», на якій був присутній автор, відбулась в Ерівані у грудні 1827 року. Вже у 1820-х роках було створено перші вірменські аматорські шкільні спектаклі у Тіфліській вірменській семінарії Аламдаряна та в Карасубазарі (нині Белогорськ). Важливою подією було створення 1836 року Шермазаняном театру в Тіфлісі під назвою «Шермазанян дарбас», де 1842 року було поставлено його комедію «Опис деяких оборудок єпископа Карапета», що критикувала духовенство, купців і чиновників.
1859 року видатний вірменський письменник і демократ Мікаел Налбандян у рецензії на спектаклі вірменських студентів Москви (історична трагедія Ванандеці «Арістакес» і побутова комедія Аладатяна «Пропали мої п'ятдесят червонців»), виклав свої погляди щодо ролі та значення театрального мистецтва, що також стало теоретичною базою для подальшого розвитку вірменського демократичного театру.
У 1850—1860-х роках з'явились побутові комедії Патканяна, Пугіняна, Тер-Григоряна, Гургенбекяна та інших драматургів. 1863 року під керівництвом Чмшкяна у Тіфлісі було створено вірменський театр. 1865 року в Єревані було поставлено перші вірменські спектаклі, а вже 1873 року створено театральний колектив під керівництвом драматурга, актора й режисера Тер-Григоряна.

### Західна Вірменія
Вже 1810 року в Константинополі, що вважався центром духовної культури західних вірменів (які жили чи походили з Західної Вірменії), було поставлено перші вірменські спектаклі під керівництвом Бжишкяна. Важливе історичне значення мав театр «Арамян татрон» Гаспаряна, що існував упродовж 1846–1866 років, зберігаючи також традиції давньовірменского театру. У той же час, 1850-х роках у Константинополі діяли також вірменські любительські трупи. Поет-драматург Мкртіч Пешикташлян 1856 року заснував вірменський національний театр. Не менш важливою подією став вихід 1857 року театрального журналу «Музи Арарату».
У 1860-х любительські вірменські театральні трупи в Константинополі й Тіфлісі розвинулись до рівня професійних постійних театрів. Важливою історичною подією стало заснування Акопом Вардовяном театру «Аревелян татрон» («Східний театр») 1861 року. 1869 він же організував у Константинополі «Вардовян татерахумб» (трупа Вардовяна), яка діяла до 1877 року — початку російсько-турецької війни. 1873 року було засновано театральний колектив, яким керував драматург, актор і режисер Тер-Григорян.
Значний внесок до переходу вірменського театру від класицистичної манірності й пихатості виконання до реалізму образів та гри зробили Чмшкян, Мандінян, Амрікян.
Вже від кінця 1870-х років турецький уряд почав гоніння вірменських театрів у Константинополі. У ті ж роки з Константинополя до Закавказзя переїхали багато визначних вірменських акторів, серед яких Петрос Адамян, Сірануйш, Астхік, Рачья Азнів, Мнакян та інші. 24 квітня 1915 року актор Єновк Шаген і театральний режисер Ерванд Толаян були затримані та депортовані з міста в межах початкового етапу геноциду вірменів; Шагена було вбито.

### Закавказзя
Тривалий час Тифліс — столиця Грузії був культурним центром Закавказзя. З ним багато в чому пов'язані традиції вірменського народу.
У Тбілісі, починаючи з 1824 року, у вірменській Нерсесянівській школі ставились спектаклі вірменською, а у подальшому грались на різних сценах міста. І вже 1856 року було засновано професійний вірменський театр із професійною акторською трупою на чолі з Геворком Чмшкяном. Під його керівництвом у театрі зросло перше покоління акторів: Амрікян, Сукіасян, Мандінян, Матінян, Арамян, Мірагян, Шагінян, Сатеник та інші. У той період з театром співпрацювали драматурги: Алададян, Пугінян, Тер-Григорян і, звичайно, основоположник вірменської реалістичної драматургії Габріел Сундукян. Тбілісі був не тільки театральним центром тбіліських вірменських акторів, він також сприяв появі талановитих вірменських акторів, які проживали в західній Вірменії, таких як: Петрос Адамян, Сірануйш, Азнів Грачя, Турян.
У 1870-х роках вірменські театри в Константинополі зазнали гонінь з боку оттоманського уряду. У ті часи з Константинополя до Закавказзя переїхали багато видатних вірменських акторів: Петрос Адамян, Сірануйш Астхік, Рачья Азнів, Мнакян тощо.
Видатну роль у розвитку театру у 1880-х роках відіграв найвидатніший трагік Петрос Адамян, який у своїй творчості висловив протест проти соціального та національного ярма. Адамян створив чудові реалістичні сценічні образи у п'єсах Сундукяна та в перекладеному репертуарі, насичені натхненою романтикою.
Подальший розвиток театру пов'язаний із драматургією Акопа Пароняна, який створив яскраві сатиричні комедії «Дядько Багдасар», «Східний дантист», «Підлабузник», та Ширванзаде, автора видатних реалістичних психологічних драм «Через честь», «Намус», «Злий дух», «На руїнах». Широко увійшли до репертуару вірменських театрів драми та комедії Тер-Григоряна «Під маскою доброчинності», «Жертва притиснення». Романтичні тенденції має творчість Мурацана — історична драма «Рузан».
Реалістичні напрямки у вірменському театрі посилювали актори:
- Олександр Абелян,
- Сірануйш,
- Араксян,
- Арутюнян,
- Арменян,
- Вруйр,
- Аветян,
- Севумян,
- Петросян,
- Маїсурян,
- Забел, які грали у Тифлісі, Баку та інших містах.

## Вірменський театр у1900-1920-хроках
У 1905–1907 роках вірменський театр пережив значний творчий підйом. Ще у 1890-х — 1900-х роках у робітничих районах крупних міст (Баку, Тифліс) ставились вірменські любительські спектаклі. Пізніше створювались народні театри, у спектаклях яких брали участь як любителі, так і професіонали.
У Тифлісі було створено загальнодоступні театри:
- Авчальська аудиторія (1901),
- театр Мурашко (1902),
- Авлабарський театр Араксяна (1903),
- театр Зібрання (1903),
- вірменська драматична секція Народного будинку Зубалова (1909).

В Баку при народних будинках робітників околиць існували вірменські драмгуртки. Загальнодоступні спектаклі давались вірменськими любительськими трупами в Ерівані, Олександрополі (Ленінакані), Батумі, Шуші, Єлизаветполі (Кіровабаді). Спектаклі цих театрів і гуртків були розраховані на широкий загал, вони ставили класичну та сучасну драматургію, ціни на білети були загальнодоступними. Деякі з цих театрів працювали до Першої світової війни (1914).
У діяльності народних театрів брали участь актори й режисери: Араксян, Харазян, Тер-Григорян, Гаврош, Галстян, Гулазян та інші.
У 1910-х роках з'явились нові актори, які стали майстрами сцени: Асмік, Аліханян, Петрос Адамян, Гулазян, Кнарік, Манвелян, Маміконян, пізніше — Восканян, Папазян, Заріфян.
Нові драматурги: Папазян, Манвелян.
Політичне безправ'я, національний гніт гальмували розвиток національного театру. Відсутність матеріальної та організаційної підтримки, цензурні утиски заважали розвиткові сценічного мистецтва.
Найглибша криза спіткала театр за часів панування дашнаків (1918–1920).

## Вірменський радянський театр1920-ті-1991роки
1940 року в Єревані збудовано новий Вірменський академічний театр опери та балету ім. Спендіарова